# Полежаев, Николай Васильевич
Никола́й Васи́льевич Полежа́ев (род. 1956) — российский государственный деятель. Глава администрации Жуковского района Калужской области (2009—2010), городской Голова города Калуга (2010—2013), заместитель Губернатора Калужской области (2013—2015).

## Биография
После срочной службы в Советской армии окончил Московский инженерно-строительный институт. С 1973 года работал в Смоленской области, гдe смог добиться впeчатляющегo карьерногo роста.
В 2003—2008 годы — заместитель министра — начальник управления в министерстве строительства и жилищно-коммунального хозяйства Калужской области. Курировавшиеся им объекты (Дугнинская и Нехочинская школы, родильное отделение областной больницы, детская областная больница) были введены в эксплуатацию раньше намеченных сроков. Способствовал перевыполнению планов области по жилищному строительству (2007—2008), досрочной подготовке инженерной площадки для строительства предприятия ООО «Фольксваген Рус», реализации инвестиционных проектов по жилищному строительству (пос. Молодёжный в Калуге, д. Кабицыно в Боровском районе).
С декабря 2008 года — заместитель Главы администрации Жуковского района, с марта 2009 — Глава администрации Жуковского района. Являлся заместителем секретаря политического Совета отделения партии «Единая Россия» в Жуковском районе.
С 25 декабря 2010 года исполнял полномочия Городского Головы города Калуга, 15 апреля 2011 года утверждён в должности Городского Головы Калуги.
С 2013 по 2015 годы — заместитель губернатора Калужской области. Курировал вопросы строительства, жилищно-коммунального и дорожного хозяйства, лесных отношений, использования и охраны недр, водных объектов, охраны окружающей среды.

## Награды
- Заслуженный строитель Российской Федерации (25 мая 2015 года) — за заслуги в области строительства и многолетний добросовестный труд[4]
- знак «Почётный строитель России» (1997)
- медаль Калужской области «За заслуги перед Калужской областью» III степени (2008)[5]